# Немцево (Белгородская область)
Немцево — село в Новооскольском районе Белгородской области. Входит в состав Боровогриневского сельского поселения.

## География
Местность, на которой разместилось село — холмистая.

## История
Село Немцево имеет довольно интересную историю. Раньше населенный пункт принадлежал слободе Слоновка. Первым человеком, поселившимся в этой местности, был человек по фамилии Немцов. В 1720 году началась застройка села. Люди селились в основном в низинах, там, где была вода. Численность населения — небольшая и все носили одну фамилию: Король Немцев, Абрам Немцев, Никон Немцев. Отсюда и само название — Немцево.

## Население
| 2002 | 2010 |
| ---- | ---- |
| 291  | ↘240 |

## Инфраструктура
В селе есть школа, дом культуры, и библиотека, работает почта и медпункт.

## Экономика
В 2007 году на старой заброшенной ферме рядом с селом из руин возродился Питомник плодовых деревьев Немцево, в котором выращиваются различные сорта плодовых, ягодных и декоративных растений. Общая площадь составляет 40 Га, из них контейнерная группа - 8 Га, растения в грунте - 32 Га. Питомник специализируется на собственном производстве плодовых деревьев и ягодных кустарников. Основным направлением является производство плодово-ягодных крупномеров.